# Iolaus luculentus
Iolaus luculentus är en fjärilsart som beskrevs av John Henry Leech 1890. Iolaus luculentus ingår i släktet Iolaus och familjen juvelvingar. Inga underarter finns listade i Catalogue of Life.

## Bildgalleri

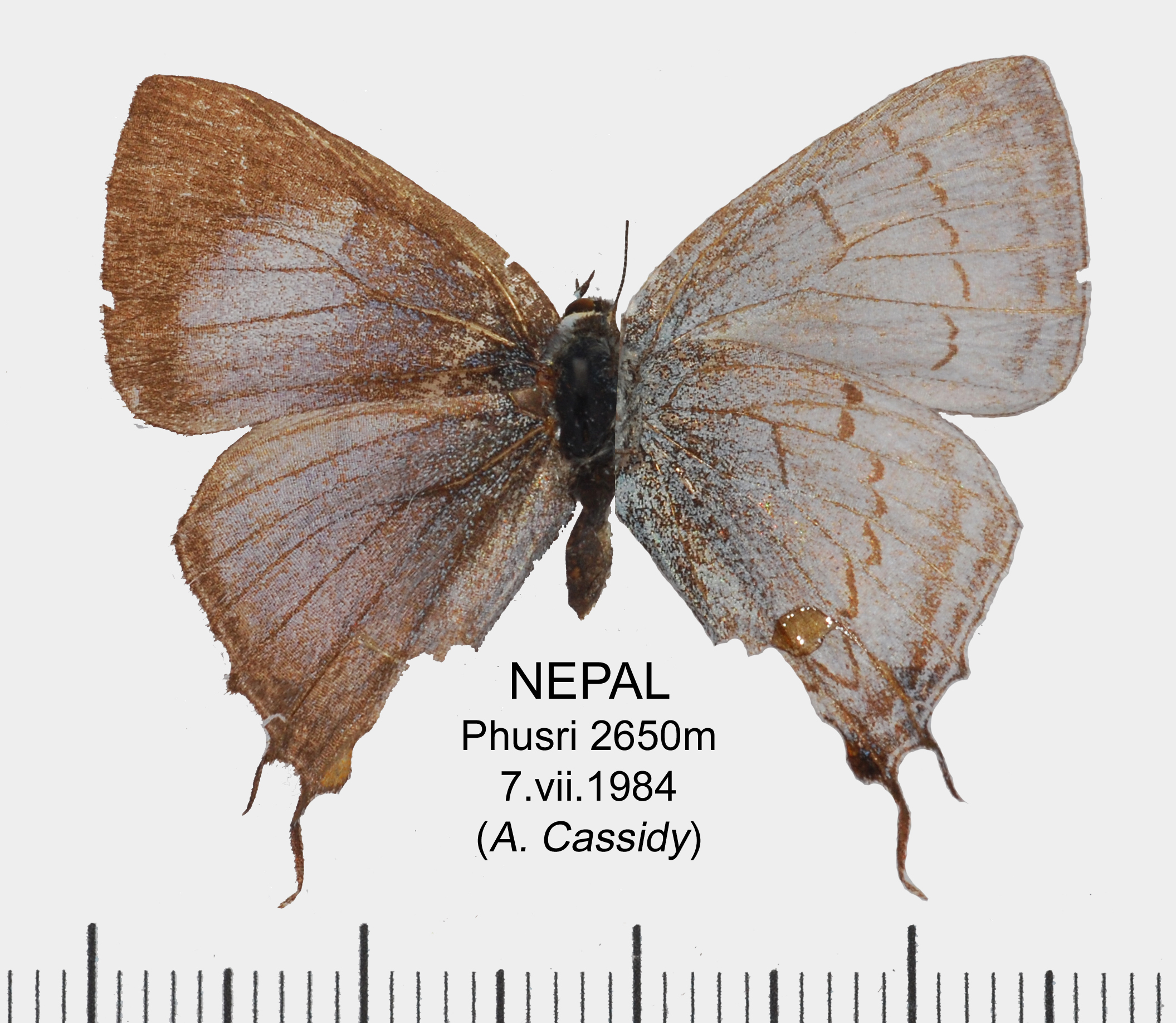
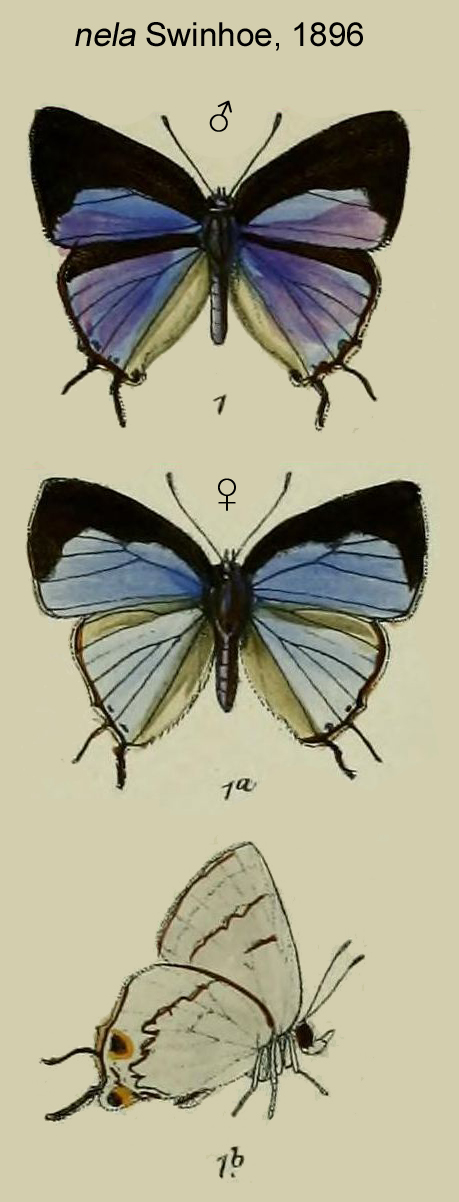